# Organic Maps
Organic Maps é uma aplicação de navegação offline gratuita e de código aberto que utiliza dados de mapas do OpenStreetMap. A aplicação foi concebida para funcionar sem ligação à Internet, descarregando mapas para utilização offline. A Organic Maps dá ênfase à privacidade, uma vez que não rastreia a localização dos utilizadores nem recolhe dados pessoais.    

## Características

### Privacidade
O Organic Maps dá prioridade à privacidade do utilizador, não recolhendo dados pessoais nem procedendo à localização dos utilizadores.  

### Mapas offline
O Organic Maps funciona totalmente offline, permitindo aos utilizadores descarregar mapas antecipadamente. Uma vez descarregados os mapas, a navegação, a pesquisa e o planeamento de percursos não requerem uma ligação à Internet. A aplicação oferece mapas offline do mundo, incluindo rotas de ciclismo, trilhos para caminhadas, percursos pedestres, curvas de nível, perfis de elevação, picos e declives.  

### Baixo consumo de bateria
O aplicativo foi projetado para otimizar o uso da bateria durante a navegação. 

### Navegação
O Organic Maps fornece navegação para várias actividades, incluindo caminhadas, ciclismo, condução e transportes públicos. Suporta navegação curva a curva com orientação por voz e permite aos utilizadores procurar informações no mapa e adicionar marcadores. 

## Dados do OpenStreetMap
O Organic Maps integra-se no projeto OpenStreetMap, utilizando os seus dados cartográficos de crowdsourcing. A aplicação inclui um editor na aplicação que permite aos utilizadores contribuir com actualizações para o mapa, tais como empresas e pontos de referência.  

## História
O Organic Maps foi fundado por Roman Tsisyk, a que se juntaram mais tarde Alexander Borsuk e Viktor Govako. Em 2011, foi lançado o MapsWithMe (mais tarde rebaptizado Maps.Me), cujo código foi aberto em 2015. Em 2021, a base de código do Maps.Me foi utilizada para criar o Organic Maps, centrado na privacidade, no desempenho e na comunidade. A primeira versão pública do Organic Maps foi disponibilizada nas lojas de aplicações em junho de 2021. 

## Links externos
- Sítio oficial